# Antoni Bogucki (1923–1991)
Antoni Bogucki (ur. 1 lipca 1923 w Inowrocławiu, zm. 15 maja 1991 w Gliwicach) – polski inżynier elektryk i nauczyciel akademicki, poseł na Sejm PRL V kadencji.

## Życiorys
Przed II wojną światową uczęszczał do Gimnazjum im. Jana Kasprowicza w Inowrocławiu. W październiku 1939 wywieziono go na roboty przymusowe do Niemiec, był elektrykiem w firmie Siemens. W 1946 zdał egzamin dojrzałości i podjął studia inżynierskie na Wydziale Elektrycznym Politechniki Śląskiej, które ukończył w 1951 z tytułem inżyniera elektryka. W 1956 ukończył także studia aspiranckie z zakresu gospodarki energetycznej. Poświęcił się pracy naukowej na macierzystej uczelni, zdobył kolejno tytuły naukowe doktora nauk technicznych (1960), doktora habilitowanego (1970) i profesora zwyczajnego (1977).
Był zatrudniony na stanowisku dyrektora Instytutu Elektroenergetyki i Sterowania Układów na Politechnice Śląskiej (1971–1991). Pełnił funkcję prodziekana ds. nauki Wydziału Elektrycznego (1967–1972) oraz prorektora ds. nauki Politechniki Śląskiej (1969–1972). W latach 1971–1977 był profesorem nadzwyczajnym PŚ. Uzyskał doktorat honoris causa Nowosybirskiego Instytutu Elektrotechnicznego (1977) i Mariupolskiego Instytutu Metalurgicznego (1990). Członek Komitetu Elektrotechniki Polskiej Akademii Nauk i dyrektor energetyki II stopnia. Był autorem m.in. około 100 prac opublikowanych w czasopismach krajowych i zagranicznych.
W 1969 uzyskał mandat posła na Sejm PRL z ramienia Polskiej Zjednoczonej Partii Robotniczej w okręgu Gliwice. Zasiadał w Komisji Oświaty i Nauki i w Komisji Planu Gospodarczego, Budżetu i Finansów.
Pochowany 18 maja 1991 na Cmentarzu Centralnym w Gliwicach.

## Odznaczenia
- Order Sztandaru Pracy II klasy
- Krzyż Kawalerski Orderu Odrodzenia Polski
- Złoty Krzyż Zasługi
- Srebrny Krzyż Zasługi
- Odznaka tytułu honorowego „Zasłużony Nauczyciel Polskiej Rzeczypospolitej Ludowej”
- Odznaka tytułu honorowego „Zasłużony Energetyk PRL”
- Medal 10-lecia Polski Ludowej
- Medal Komisji Edukacji Narodowej
- Medale 40-lecia, 25-lecia i 15-lecia Politechniki Śląskiej
- Odznaka „Zasłużony dla Politechniki Śląskiej”
- Odznaka „Zasłużony Popularyzator Wiedzy” TWP